# Tour de Turquía 2014
El Tour de Turquía 2014, la 50.ª edición de la prueba, tuvo lugar del 27 de abril al 4 de mayo de 2014, sobre un trazado de 1251 km.
La prueba perteneció al UCI Europe Tour 2013-2014 de los Circuitos Continentales UCI, dentro de la máxima categoría para vueltas de varias etapas: 2.HC.
El ganador fue Adam Yates (quien además ganó la sexta etapa). Le acompañaron en el podio Rein Taaramäe (vencedor de la tercera etapa) y Romain Hardy, respectivamente.
En las clasificaciones secundarias se impusieron Mark Cavendish (puntos), Marc de Maar (montaña), Mattia Pozzo (sprints especiales) y Cofidis, Solutions Crédits (equipos).

## Equipos participantes
Tomaron parte en la carrera 21 equipos. 8 de categoría UCI ProTeam; 12 de categoría Profesional Continental; y el único turco de categoría Continental. 
| Equipo                              | Cód. UCI | Categoría               |
| ----------------------------------- | -------- | ----------------------- |
| Cannondale                          | CAN      | UCI ProTeam             |
| Astana Pro Team                     | AST      | UCI ProTeam             |
| Orica GreenEDGE                     | OGE      | UCI ProTeam             |
| Katusha                             | KAT      | UCI ProTeam             |
| Lampre-Merida                       | LAM      | UCI ProTeam             |
| Lotto Belisol                       | LTB      | UCI ProTeam             |
| Omega Pharma-QuickStep Cycling Team | OPQ      | UCI ProTeam             |
| Belkin-Pro Cycling Team             | BEL      | UCI ProTeam             |
| Drapac                              | DPC      | Profesional Continental |
| Wanty-Groupe Gobert                 | WGG      | Profesional Continental |
| CCC Polsat Polkowice                | CCC      | Profesional Continental |
| Caja Rural-Seguros RGA              | CJR      | Profesional Continental |
| Bardiani CSF                        | BAR      | Profesional Continental |
| Neri Sottoli                        | NRI      | Profesional Continental |
| Topsport Vlaanderen-Baloise         | TSV      | Profesional Continental |
| MTN Qhubeka                         | MTN      | Profesional Continental |
| Team Novo Nordisk                   | TNN      | Profesional Continental |
| UnitedHealthcare Pro Cycling Team   | UHC      | Profesional Continental |
| Colombia                            | COL      | Profesional Continental |
| Cofidis, Solutions Crédits          | COF      | Profesional Continental |
| Torku Sekerspor                     | TRK      | Continental             |

## Etapas
| Etapa | Fecha       | Recorrido                 | km  | Ganador        | Líder          |
| ----- | ----------- | ------------------------- | --- | -------------- | -------------- |
| 1ª    | 27 de abril | Alanya-Alanya             | 141 | Mark Cavendish | Mark Cavendish |
| 2ª    | 28 de abril | Alanya-Kemer              | 175 | Mark Cavendish | Mark Cavendish |
| 3ª    | 29 de abril | Finike-Elmali             | 185 | Rein Taaramäe  | Rein Taaramäe  |
| 4ª    | 30 de abril | Fethiye-Marmaris          | 132 | Mark Cavendish | Rein Taaramäe  |
| 5ª    | 1 de mayo   | Marmaris-Bodrum           | 183 | Elia Viviani   | Rein Taaramäe  |
| 6ª    | 2 de mayo   | Bodrum-Meryemana (Selçuk) | 182 | Adam Yates     | Adam Yates     |
| 7ª    | 3 de mayo   | Kuşadası-Esmirna          | 132 | Elia Viviani   | Adam Yates     |
| 8ª    | 4 de mayo   | Estambul-Estambul         | 121 | Mark Cavendish | Adam Yates     |

## Clasificaciones finales

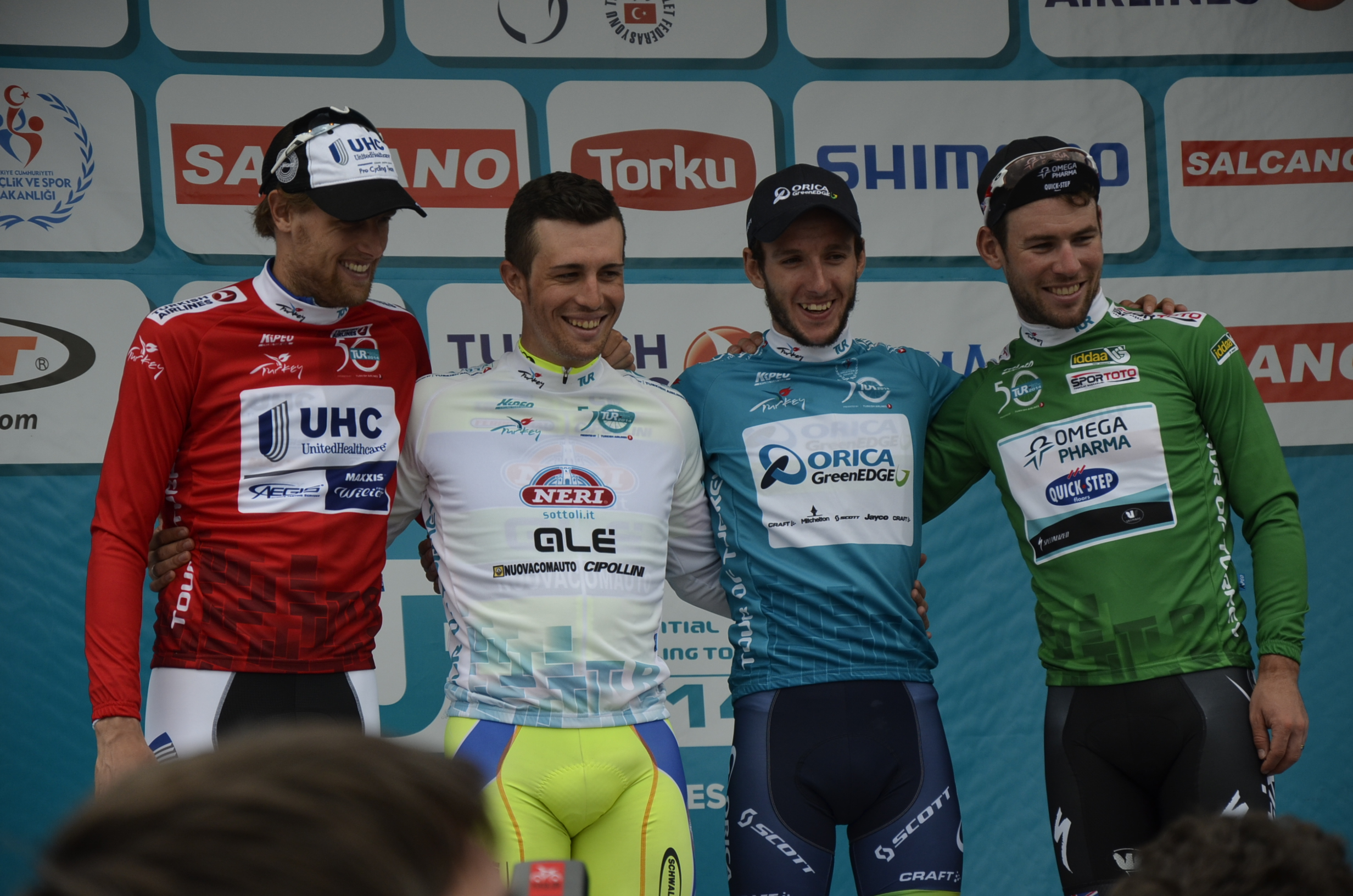
Todos los ganadores de las clasificaciones.

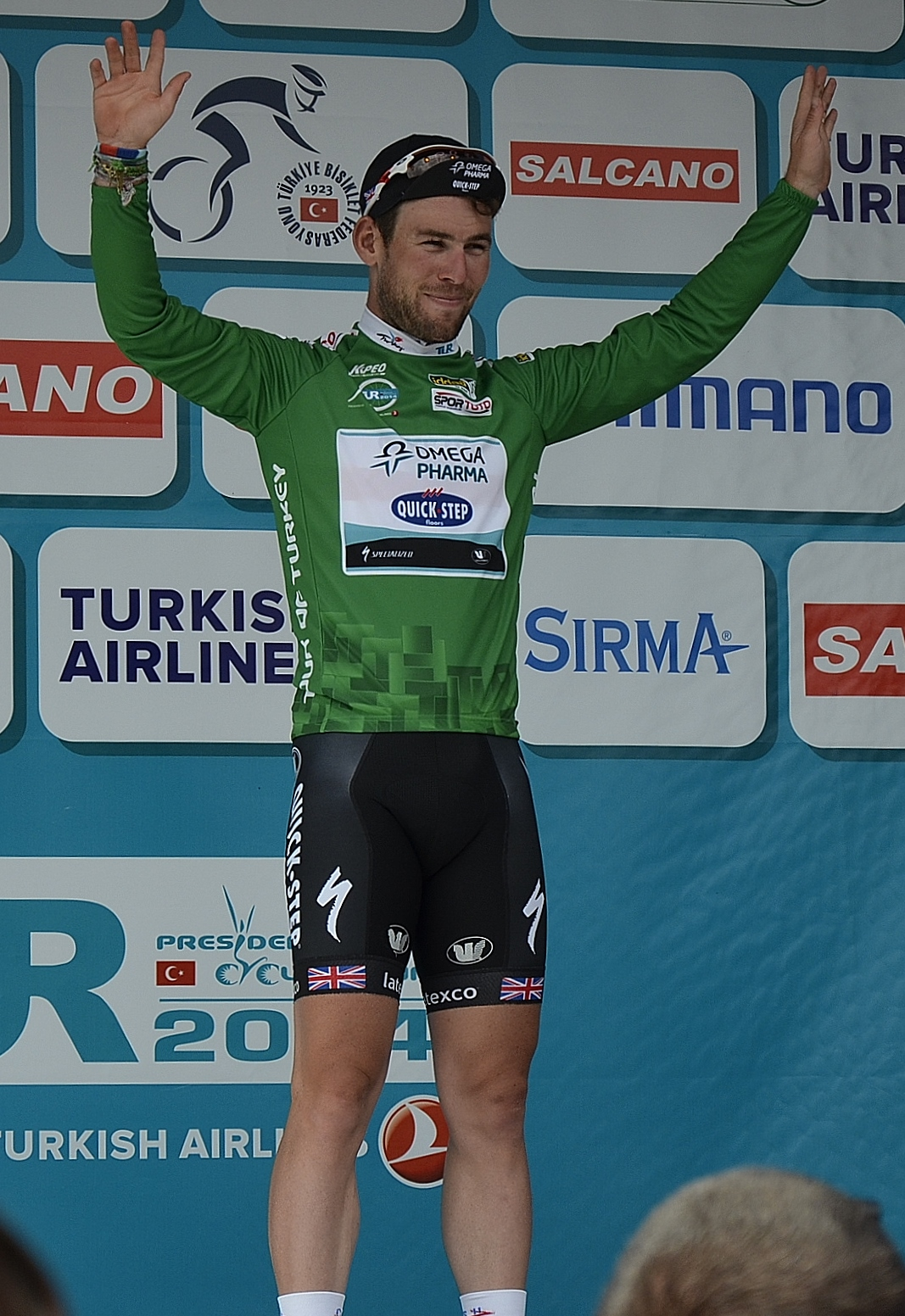
Mark Cavendish, ganador de la clasificación por puntos.

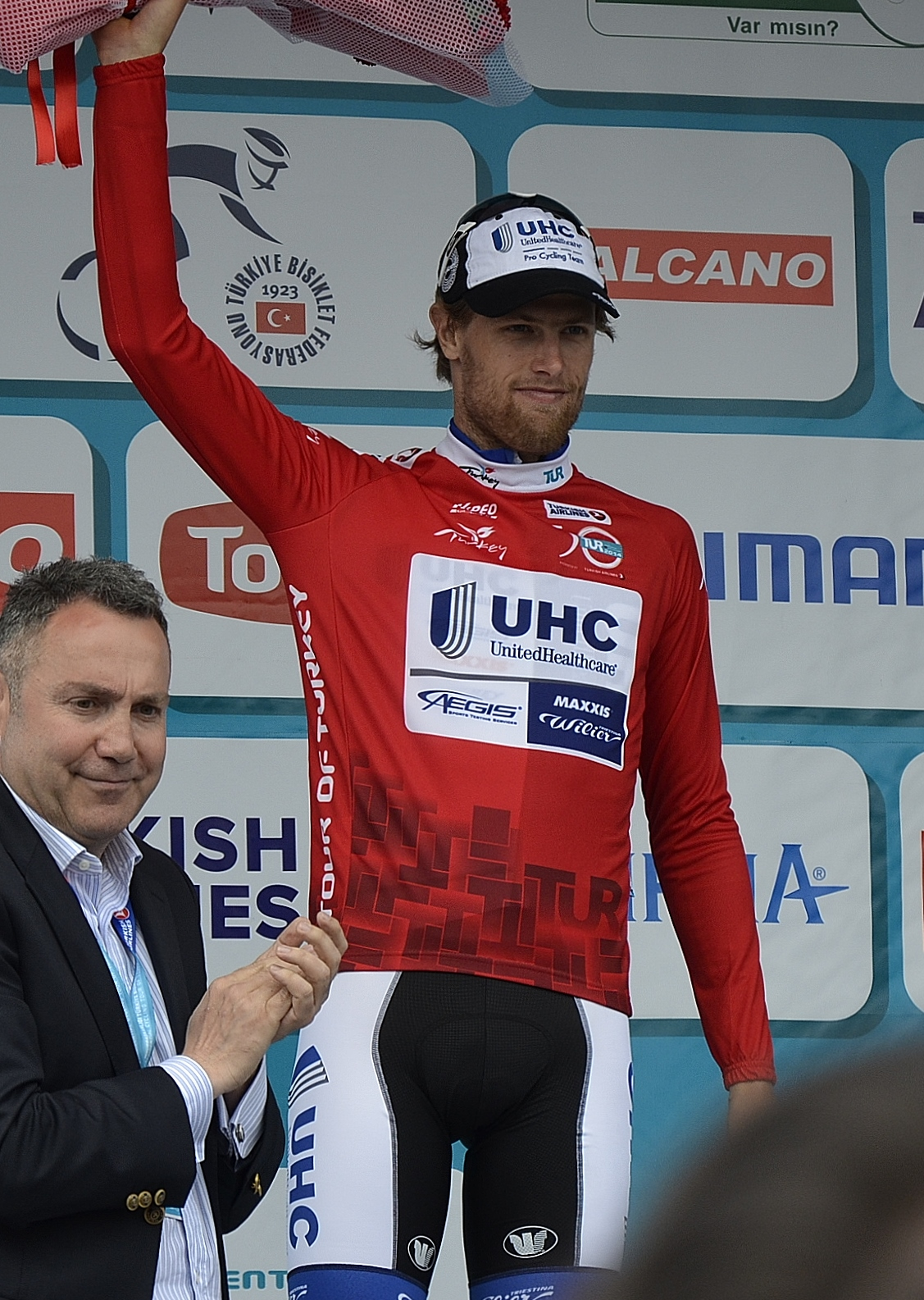
Marc de Maar, ganador de la clasificación de la montaña.

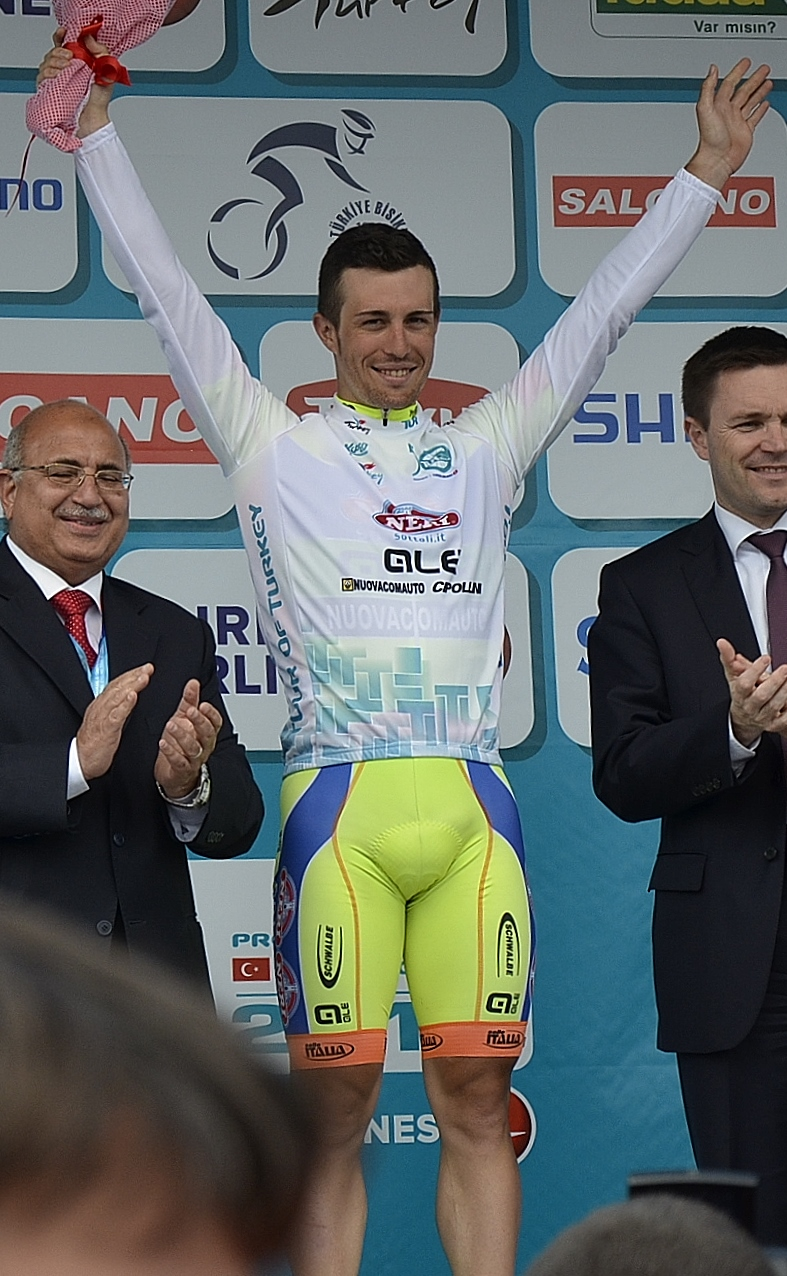
Mattia Pozzo, ganador de los sprints especiales.

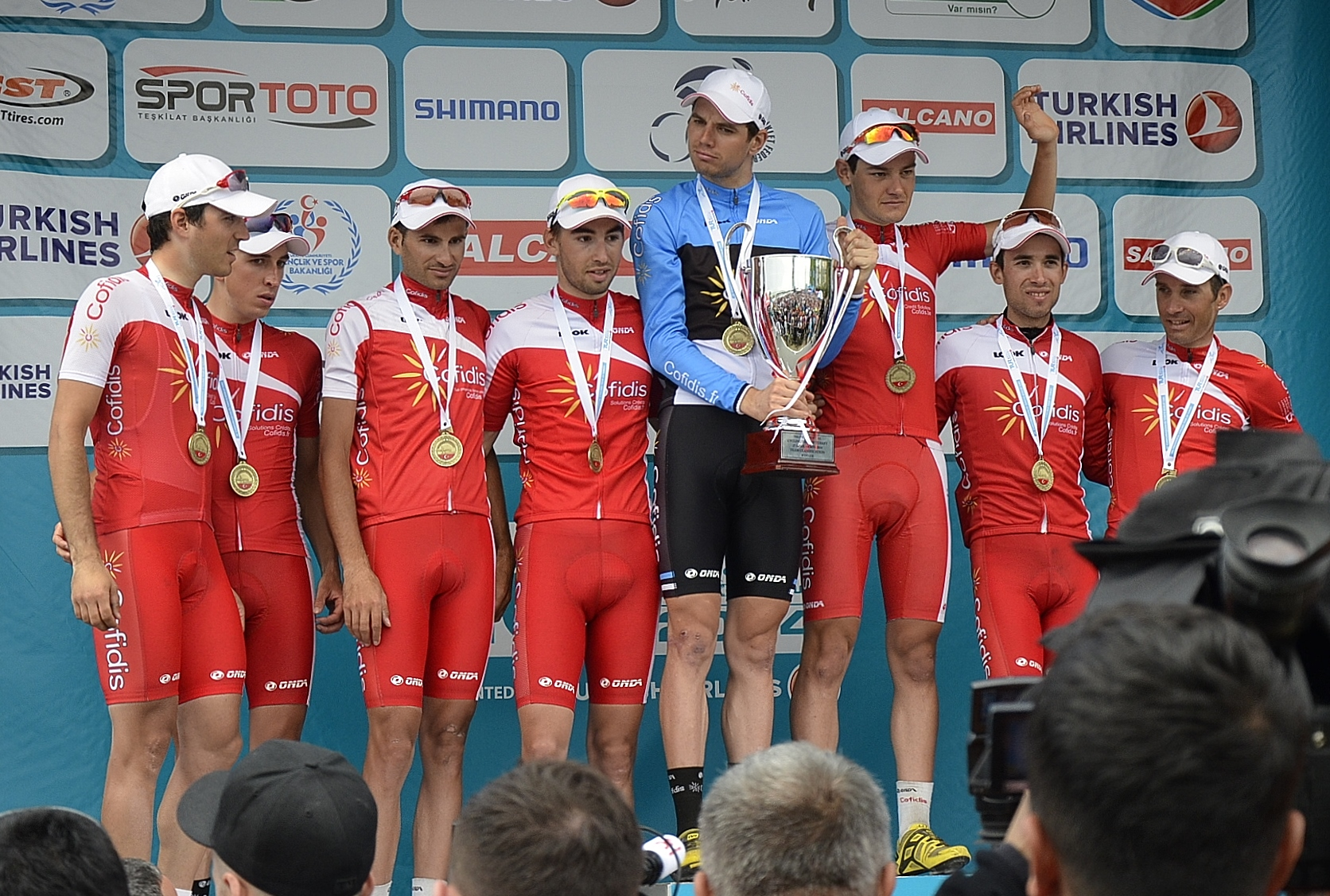
Cofidis, como mejor equipo.

### Clasificación general
| Posición | Ciclista          | Equipo                 | Tiempo           |
| -------- | ----------------- | ---------------------- | ---------------- |
|          | Adam Yates        | Orica-GreenEDGE        | 30 h 22 min 26 s |
| 2        | Rein Taaramäe     | Cofidis                | a 1 s            |
| 3        | Romain Hardy      | Cofidis                | a 39 s           |
| 4        | Davide Formolo    | Cannondale             | a 40 s           |
| 5        | Davide Rebellin   | CCC Polsat Polkowice   | a 44 s           |
| 6        | Juan José Cobo    | Torku Sekerspor        | a 45 s           |
| 7        | Kristijan Đurasek | Lampre-Merida          | m.t.             |
| 8        | Luis León Sánchez | Caja Rural-Seguros RGA | a 51 s           |
| 9        | Adam Hansen       | Lotto-Belisol          | a 58 s           |
| 10       | Enrico Barbin     | Bardiani CSF           | a 1 min 04 s     |

### Clasificación por puntos
| Posición | Ciclista          | Equipo                  | Puntos |
| -------- | ----------------- | ----------------------- | ------ |
|          | Mark Cavendish    | Omega Pharma-Quick Step | 88     |
| 2        | Elia Viviani      | Cannondale              | 78     |
| 3        | Kristian Sbaragli | MTN Qhubeka             | 48     |

### Clasificación de la montaña
| Posición | Ciclista        | Equipo           | Puntos |
| -------- | --------------- | ---------------- | ------ |
|          | Marc de Maar    | UnitedHealthcare | 15     |
| 2        | Davide Frattini | UnitedHealthcare | 12     |
| 3        | Adam Yates      | Orica-GreenEDGE  | 12     |

### Sprints especiales
| Posición | Ciclista          | Equipo                 | Puntos |
| -------- | ----------------- | ---------------------- | ------ |
|          | Mattia Pozzo      | Neri Sottoli           | 15     |
| 2        | Javier Aramendia  | Caja Rural-Seguros RGA | 8      |
| 3        | Frederique Robert | Wanty-Groupe Gobert    | 8      |

### Clasificación por equipos
| Posición | Equipo                     | Tiempo           |
| -------- | -------------------------- | ---------------- |
|          | Cofidis, Solutions Crédits | 91 h 24 min 42 s |
| 2        | Caja Rural-Seguros RGA     | a 56 s           |
| 3        | CCC Polsat Polkowice       | a 5 min 47 s     |

## Evolución de las clasificaciones
| Etapa (Vencedor)           | Clasificación general | Clasificación de la montaña | Clasificación de los sprints | Clasificación de los Sprints especiales | Clasificación por equipos |
| -------------------------- | --------------------- | --------------------------- | ---------------------------- | --------------------------------------- | ------------------------- |
| 1.ª etapa (Mark Cavendish) | Mark Cavendish        | Marc de Maar                | Mark Cavendish               | Frederique Robert                       | Lampre-Merida             |
| 2.ª etapa (Mark Cavendish) | Mark Cavendish        | Marc de Maar                | Mark Cavendish               | Frederique Robert                       | Lampre-Merida             |
| 3.ª etapa (Rein Taaramäe)  | Rein Taaramäe         | Rein Taaramäe               | Mark Cavendish               | Mattia Pozzo                            | Cofidis                   |
| 4.ª etapa (Mark Cavendish) | Rein Taaramäe         | Rein Taaramäe               | Mark Cavendish               | Mattia Pozzo                            | Cofidis                   |
| 5.ª etapa (Elia Viviani)   | Rein Taaramäe         | Marc de Maar                | Mark Cavendish               | Mattia Pozzo                            | Cofidis                   |
| 6.ª etapa (Adam Yates)     | Adam Yates            | Marc de Maar                | Mark Cavendish               | Mattia Pozzo                            | Cofidis                   |
| 7.ª etapa (Elia Viviani)   | Adam Yates            | Marc de Maar                | Mark Cavendish               | Mattia Pozzo                            | Cofidis                   |
| 8.ª etapa (Mark Cavendish) | Adam Yates            | Marc de Maar                | Mark Cavendish               | Mattia Pozzo                            | Cofidis                   |
| Final                      | Adam Yates            | Marc de Maar                | Mark Cavendish               | Mattia Pozzo                            | Cofidis                   |